# Paraloricaria vetula
Paraloricaria vetula és una espècie de peix de la família dels loricàrids i de l'ordre dels siluriformes.

## Morfologia
- Els mascles poden assolir 55,4 cm de longitud total i 361 g de pes.[1][2]

## Hàbitat
És un peix d'aigua dolça i de clima temperat.

## Distribució geogràfica
Es troba a Sud-amèrica: conca del Riu de La Plata.